# Løngang
En løngang er en hemmelig gang i en bygning eller mellem bygninger eller en hemmelig ind- eller udgang. 
Disse gange kan have alskens formål, alt efter omstændighederne. Nogle løngange er veldokumenterede (for eksempel mellem Roskilde Domkirke og Bispegården), mens andre ikke er alment kendt, og der er i det hele taget en del mytedannelse om disse gange.
En del herregårde har således, hvis man skal tro overleveringerne, løngange, så herremanden kan besøge sin elskerinde, eller, hvis han er upopulær, flygte, hvis herregården bliver belejret.